# Парфений (Даниилидис)
Митрополит Парфе́ний (греч. Μητροπολίτης Παρθένιος, в миру Стилиано́с Даниили́дис, греч. Στυλιανός Δανιηλίδης; 2 августа 1881, Хора, Самос — 28 февраля 1964, Александрия) — епископ Александрийской православной церкви, митрополит Пилусийский.

## Биография
В 1904 году назначен секретарём Александрийского Патриархата.
6 августа 1905 года был рукоположён в сан диакона, а 3 апреля 1911 года — в сан священника.
15 ноября 1919 года был хиротонисан во митрополита Птолемаидского, ипертима и экзарха Второй Фиваиды, с кафедрой Минье, Египет.
9 декабря 1931 года перемещён на Пилусийскую митрополию.
В марте 1956 года Патриарх Александрийский Христофор II по состоянию здоровья передал правление Церкви митрополиту Пилусийскому Парфению. Митрополит созвал Синод, который посвятил свои заседания изучению финансового положения Патриархии. Пока длилась сессия Синода, Патриарх в июне того же года внезапно объявил, что он берёт на себя бразды правления. Острого кризиса удалось избежать благодаря умиротворяющим действиям Митрополита Аксумского Николая.
С 24 сентября по 1 октября 1961 года возглавлял делегацию Александрийской православной церкви на I Всеправославном совещании на острове Родос.
Скончался 28 февраля 1964 года в Александрии.